# Предраг Зимоньїч
Предраг Зимоньїч (15 жовтня 1970) — сербський ватерполіст.
Учасник Олімпійських Ігор 1996, бронзовий медаліст 2000 року.